# McPherson County, South Dakota
McPherson County är ett administrativt område i delstaten South Dakota, USA, med 2 945 invånare. Den administrativa huvudorten (county seat) är Leola.

## Geografi
Enligt United States Census Bureau så har countyt en total area på 2 983 km². 2 945 km² av den arean är land och 39 km² är vatten.

### Angränsande countyn
- McIntosh County, North Dakota - nord
- Dickey County, South Dakota - nordost
- Brown County, South Dakota - öst
- Edmunds County, South Dakota - syd
- Campbell County, South Dakota - väst